# Robert Budzynski
Robert Budzynski (ur. 21 maja 1940 w Calonne-Ricouart, Francja, zm. 17 lipca 2023) – francuski piłkarz polskiego pochodzenia grający na pozycji obrońcy.

## Kariera klubowa
Robert Budzynski wywodzi się z rodziny polskich emigrantów przybyłych do Francji przed II wojną światową do pracy w kopalniach węgla. Karierę piłkarską rozpoczął w 1958 w RC Lens. W klubie z północnej Francji występował do 1963, kiedy to na początku sezonu 1963–1964 przeszedł do FC Nantes. Z FC Nantes Budzynski dwukrotnie zdobył mistrzostwo Francji w 1965 i 1966. Z powodu kontuzji doznanej w trakcie sezonu 1968–1969 Robert Budzynski zmuszony był do zakończenia kariery piłkarskiej w 1969 roku.

## Kariera reprezentacyjna
W reprezentacji Francji Robert Budzynski zadebiutował 9 października 1965 w meczu przeciwko Jugosławii. W 1966 roku uczestniczył w mistrzostwach świata, w których zagrał we wszystkich trzech meczach grupowych: z reprezentacją Anglii, Urugwaju oraz Meksyku. Ostatni raz we francuskiej drużynie narodowej zagrał 22 marca 1967 w meczu z reprezentacją Rumunii. Ogółem w barwach tricolores rozegrał 11 spotkań.

## Kariera dyrektorska
Po zakończeniu piłkarskiej kariery Robert Budzynski został dyrektorem sportowym w FC Nantes i pełnił tę funkcję przez 35 lat (1970-2005). Podczas tego okresu FC Nantes sześciokrotnie zdobył mistrzostwo Francji: 1973, 1977, 1980, 1983, 1995 i 2001, trzykrotnie Puchar Francji 1979, 1999, 2000 oraz dwa razy Superpuchar Francji 1999 i 2001. W czasie jego kariery piłkarskiej i dyrektorskiej FC Nantes jako jedyny francuski zespół nieprzerwanie występował w Ligue 1. Spadł dopiero w 2007 roku, dwa lata po odejściu Budzynskiego na emeryturę.